# گمینا سادوویه
گمینا سادوویه (به لهستانی:  Gmina Sadowie) یک گمینا در لهستان است که در شهرستان اوپاتوف واقع شده‌است. گمینا سادوویه ۸۱٫۷۱ کیلومتر مربع مساحت و ۴٬۲۸۹ نفر جمعیت دارد.